# Svartbandad uggla
Svartbandad uggla (Strix huhula) är en fågel i familjen ugglor inom ordningen ugglefåglar.

## Utseende och läte
Svartbandad uggla är distinkt tvärbandad i svartvitt. Vidare har den svarta ögon, gul näbb och gula ben. Lätet består av låga och djupa serier med "uou".

## Utbredning och systematik
Svartbandad uggla förekommer norra och östra Sydamerika. Den delas upp i två underarter med följande utbredning:
- Strix huhula huhula – östra Colombia till Guyana, nordöstra Brasilien, östra Peru och nordvästra Argentina
- Strix huhula albomarginata – östra Paraguay till sydöstra Brasilien och nordöstra Argentina (Misiones)

### Släktestillhörighet
Tidigare placerades arten ofta tillsammans med brunstrimmig uggla, svartvit uggla och brunbandad uggla i det egna släktet Ciccaba. Genetiska studier visar dock att virgata är en del av Strix.

## Levnadssätt
Svartbandad uggla hittas i fuktiga skogar, bland annat med inslag av Araucaria. Tillfälligtvis kan den även ses i plantage och inne i stadsparker.

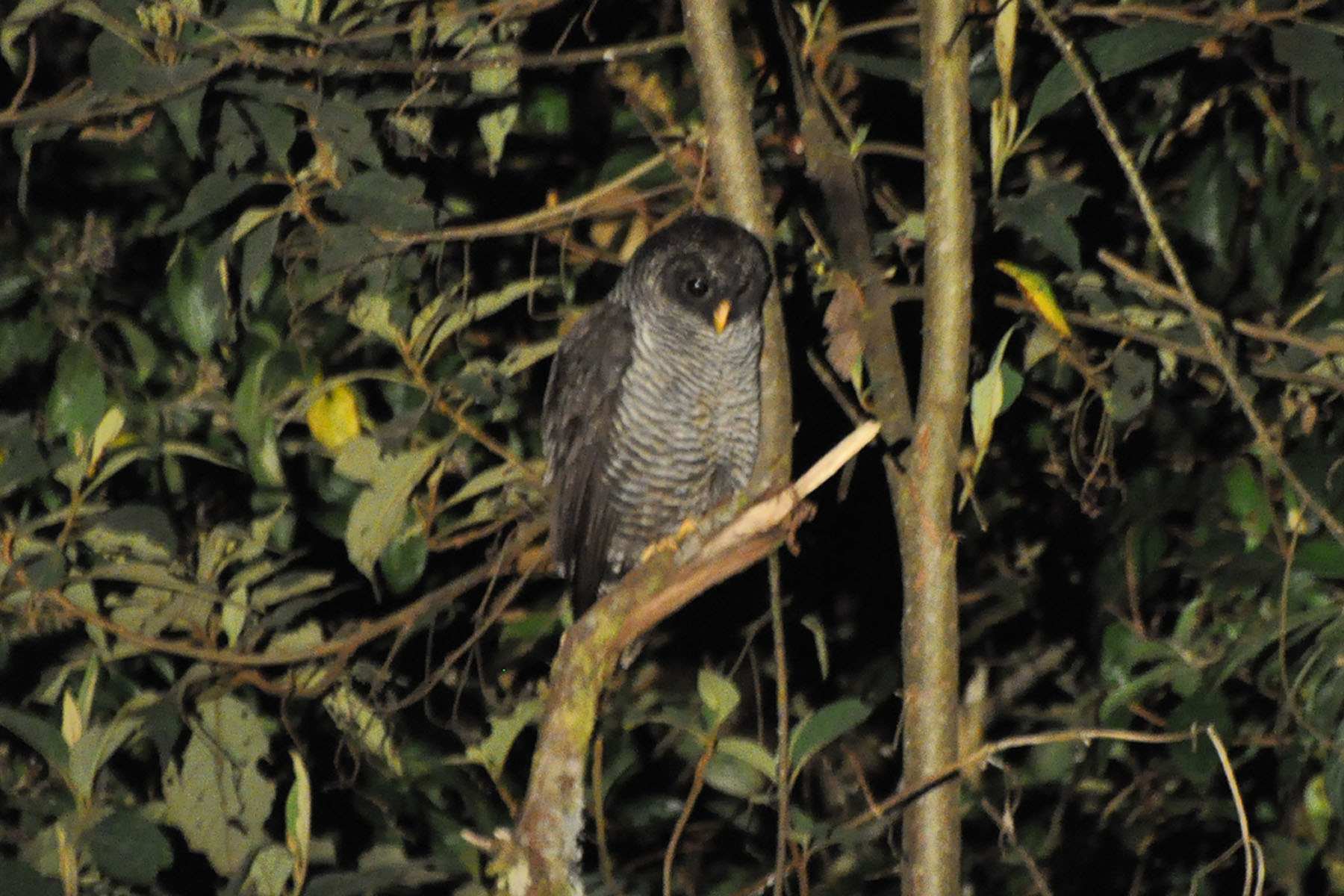

## Status och hot
Arten har ett stort utbredningsområde, men tros minska i antal, dock inte tillräckligt kraftigt för att den ska betraktas som hotad. Internationella naturvårdsunionen IUCN listar arten som livskraftig (LC).